# Pseudotocama minima
Pseudotocama minima är en skalbaggsart som beskrevs av Keith 2008. Pseudotocama minima ingår i släktet Pseudotocama och familjen Melolonthidae. Inga underarter finns listade i Catalogue of Life.